# Anders och knarket
Anders och knarket är en svensk dokumentärserie på TV som hade premiär på TV4 den 25 november 2019. Den sändes i en säsong som bestod av tre avsnitt. I serien försöker Anders Öfvergård reda ut hur vanligt förekommande narkotikan är i Sverige. I serien träffar han odlare, brukare, langare och offer, men även de som arbetar emot narkotikaanvändning och för att stoppa missbruk.